# Japanobotrychium
Japanobotrychium is een geslacht van varens uit de addertongfamilie (Ophioglossaceae), dat ook wel als ondergeslacht van Botrychium beschouwd wordt.
Het zijn zeldzame varens uit Azië en Afrika.

## Naamgeving
- Synoniemen: Botrychium subgen. Japanobotrychium

## Taxonomie
Japanobotrychium wordt door sommige auteurs beschouwd als behorende tot het grotere geslacht Botrychium.
Onderzoek uit 2005, naar de nucleotidensequentie van het rbcL- en het trnL-F-gen, plaatst Japanobotrychium echter naast Sceptridium en Botrychium s.s.
Het geslacht telt zes soorten.

### Soorten
- Japanobotrychium arisanense
- Japanobotrychium chamaeconium
- Japanobotrychium cicutarium
- Japanobotrychium lanuginosum
- Japanobotrychium strictum
- Japanobotrychium virginianum

Botrychium (Maanvaren) · Botrypus · Cheiroglossa · Helminthostachys · Japanobotrychium · Mankyua · Ophioderma · Ophioglossum (Addertong) · Sceptridium